# (5732) 1988 WC
Az (5732) 1988 WC egy marsközeli kisbolygó. Arai és Mori fedezte fel 1988. november 29-én.